# الصومعة (بومرداس)
الصومعة أو ثالة أوفلة هي قرية جزائرية تقع في الثنية - دائرة الثنية - ولاية بومرداس.